# Уексфорд
Вижте пояснителната страница за други значения на Уексфорд.
Уѐксфорд (на английски: Wexford; на ирландски: Loch Garman) е пристанищен град в югоизточната част на Ирландия, провинция Ленстър. Главен административен център е на едноименното графство Уексфорд. Разположен е на брега на Ирландско море около устието на река Слейни. Основан е от викингите около 800 г. Има жп гара, която е открита на 17 август 1874 г. Населението му е 8854, а с прилежащите му околности 18 163 жители от преброяването през 2006 г. 

## Култура
Уексфордският оперен фестивал се провежда ежегодно през октомври в период от 3 седмици. За пръв път е проведен през 1951 г. Най-значимият оперен фестивал в страната.

## Спорт
Представителният футболен отбор на града носи името ФК Уексфорд Ютс. Дългогодишен участник е във втория ешелон на ирландския футбол Първа дивизия.

## Известни личности
Родени в Уексфорд
- Робърт Макклур (1807 - 1873), английски адмирал и полярен изследовател
- Джон Банвил (р. 1945), писател
- Оуън Колфър (р. 1965), писател
- Дан О'Херлихи (1919-2005), актьор

## Побратимени градове
- Куерон, Франция
- Луго, Италия